# ルーヴル・逆ピラミッド
ルーブル・逆ピラミッド（仏: Pyramide inversée du Louvre）は、フランスのルーブル美術館前にあるショッピングセンター「カルーゼル・デュ・ルーヴル」に設置された採光窓である。ルーブル・ピラミッドの上下を逆さまにして小型化した形状をしている。
逆ピラミッドの四角い部分（通常のピラミッドでは底部となっている部分）は上側になっているため、外から簡単に目にすることができる。

## デザイン
設計事務所Pei Cobb Freed & Partners社により設計され、ルーブル美術館の第二期リノベーション時に設置された。完成は1993年である。1995年にはベネディクトス賞の受賞候補となった。
逆ピラミッドの設置場所は、主要な通路2本の交差部分に位置しており、観光客を美術館の入口へと導く役割を果たしている。張力30トン、13．3メートル平方の鉄製のケーソン枠と合わせガラスでできた逆ピラミッドの頂点は、床上1.4メートルの中空に位置している。ピラミッドを形成する個々のガラスは厚さが30ミリメートルあり、長さ381ミリメートルのステンレス製の十字に接続されている。日が暮れると、サーチライトでライトアップされる。
下向きのガラスのピラミッドの直下の床には、高さ1メートルほどの小さな石のピラミッドが設置されていて、「上部にある、より大きなピラミッド」を映しているかのように見える。それら二つのピラミッドの頂点は、あと少しで触れ合いそうな距離にある。

## 逆ピラミッドの解釈
逆ピラミッドの意味について、何人かの作家が解釈している。
ダン・ブラウン
『ダ・ヴィンチ・コード』の主人公ロバート・ラングドンは、「逆ピラミッドは女性のシンボルである聖杯を意味する」、「上向きの石のピラミッドは男性のシンボルである剣を意味する」、「全体では性の融和を暗示する」、と解釈している。
また、「小さな石のピラミッドは、実は床下に隠された大きなピラミッド（おそらくは上部にある逆ピラミッドと同じ大きさのもの）の頂点部分に過ぎず、その隠し部屋には、マグダラのマリアの遺骸が納められている」、と結論している。
映画版のクライマックスでは、上記の結論が視覚化されている。
ラファエル・オーリヤック(Raphaël Aurillac)
"Le guide du Paris maçonnique"において、「ルーブルはフリーメイソンの寺院である」と断言している。
ガラスのピラミッド（頂点が下を向いた逆ピラミッド）はフリーメイソンのシンボル、すなわちは、薔薇十字団のモットーである「V.I.T.R.I.O.L.(Visita Interiorem Terrae Rectificandoque / Invenies Occultum Lapidem」（地球の内部を訪ねよ、されば秘密の石を得ん）を表すと考えている。
ドミニク・ゼツェップファン(Dominique Setzepfandt)
フリーメイソンの建築に関し、「2つのピラミッドは、共にソロモンの指輪を意味するコンパスと正方形を暗示している」としている。